# Biggs Junction
Biggs Junction és una concentració de població designada pel cens dels Estats Units a la riba sudd del riu Colúmbia, a l'estat d'Oregon. Segons el cens del 2000 tenia 50 habitants.

## Demografia
Segons el cens del 2000, Biggs Junction tenia 50 habitants, 20 habitatges, i 12 famílies. La densitat de població era de 23 habitants per km².
Dels 20 habitatges en un 25% hi vivien nens de menys de 18 anys, en un 60% hi vivien parelles casades, en un 0% dones solteres, i en un 40% no eren unitats familiars. En el 40% dels habitatges hi vivien persones soles el 5% de les quals corresponia a persones de 65 anys o més que vivien soles. El nombre mitjà de persones vivint en cada habitatge era de 2,5 i el nombre mitjà de persones que vivien en cada família era de 3,5.
Per edats la població es repartia de la següent manera: un 24% tenia menys de 18 anys, un 10% entre 18 i 24, un 26% entre 25 i 44, un 30% de 45 a 60 i un 10% 65 anys o més.
L'edat mediana era de 43 anys. Per cada 100 dones de 18 o més anys hi havia 90 homes.
La renda mediana per habitatge era de 19.167 $ i la renda mediana per família de 66.250 $. Els homes tenien una renda mediana de 40.750 $ mentre que les dones 18.750 $. La renda per capita de la població era de 19.532 $. Aproximadament el 21,4% de les famílies i el 22,5% de la població estaven per davall del llindar de pobresa.

## Poblacions més properes
El següent diagrama mostra les poblacions més properes.